# Bernd Hockemeyer
Bernd Hockemeyer (* 27. Oktober 1935 in Bremen; † 9. Mai 2020) war ein deutscher Unternehmer, Politiker (CDU) und hanseatischer Mäzen.

## Biografie

### Ausbildung
Hockemeyer war der Sohn eines Unternehmers. Er absolvierte bis 1954 das Gymnasium und dann eine zweijährige Einzelhandelslehre in Hamburg. Er studierte Wirtschaftswissenschaften an der Universität Hamburg und der Universität München. 1960 schloss er das Studium als Diplom-Kaufmann ab.

### Unternehmer
Der in Bremen gebürtige hanseatische Unternehmer führte nach dem Studium als Geschäftsführender Gesellschafter
die Firma Gebrüder Thiele (thiele & fendel-Gruppe). Diese leitete danach sein Sohn Martin. Das Unternehmen wurde 1848 von Hermann Ernst Thiele in Vegesack gegründet. 1896 übernahmen Carl Buermeyer und Wilhelm Hockemeyer die Leitung. Bernd Hockemeyer baute ab 1960 das internationale Geschäft aus. Die Unternehmensgruppe beschäftigt 1300 Mitarbeiter, die unter anderem in England, Schweden, Norwegen, Dänemark, Finnland, Polen und Ungarn sowie in Ostasien und den USA handelt. Der Jahresumsatz lag 2001 bei rund 900 Millionen Mark für Handelsprodukte im Bereich Werkzeuge, Eisenwaren, Porzellan, Glas, Keramik, Gartengeräte und Freizeitartikel.

### Kaufmann, Hanseat und Politiker
Er war von 1975 bis 1979 für die CDU Mitglied in der Bremischen Bürgerschaft.
Neben seinem unternehmerischen und politischen Wirken war er in zahlreichen Funktionen und Ehrenämtern aktiv. Er war Mitglied des Aufsichtsrates der Bremer Lagerhausgesellschaft (BLG). Von 1981 bis 2002 war er Mitglied im Verwaltungsrat der Sparkasse Bremen und von 1986 bis 1994 Vorsitzender des Aufsichtsrats der Kreditbank-Bankverein AG. Er engagierte sich als Mitglied des Boards of Governors für die Gründung und den Aufbau der International University Bremen (IUB).
Als Mitglied des Plenums der Handelskammer Bremen von 1985 bis 2002 wirkte er als Präses im Zeitraum von 1997 bis 2000. Seine konstruktive Zusammenarbeit zwischen der Handelskammer und der Bremer Politik ist von Bedeutung. Als Präses initiierte er 1999 das Handelskammer-Symposium Wie viel Kunst und Kultur braucht Bremen? Seit 2001 besteht der Arbeitskreis Wirtschaft und Kultur, der die KulturLeitlinien der Handelskammer erarbeitete und herausgibt.

### Kunstmäzen
Der besondere Schwerpunkt des Kunstsammlers und Opernliebhabers war die Förderung der Kunst in Bremen. Als Mäzen unterstützte er unter anderem die Initiativen der Handelskammer, wie den 2001 gegründeten Arbeitskreis Kunst und Kultur und den Dialog Schule-Wirtschaft zur Verbesserung des Standortfaktors Bremens. Er förderte Die Deutsche Kammerphilharmonie Bremen.
Er und seine Frau gründeten die Bernd und Eva Hockemeyer Stiftung. Hockemeyer hatte im Jahr 2000 entscheidenden Anteil an der Rückführung von 101 bedeutenden Kunstwerken der Bremer Kunsthalle, die russische Soldaten 1945 mitgenommen hatten. Durch privates finanzielles Engagement bewirkte er im Gegenzug die Rückgabe des Bernsteinmosaiks an Russland.
Hockemeyer war Vorsitzender der im Jahr 2000 gegründeten bremer schuloffensive, die mit bedeutenden Persönlichkeiten und Bremer Unternehmen Förderer von Patenschaften für Bremer Schulen sind. 2010 wurde er vom Senat der Freien Hansestadt Bremen gebeten, sich um das Museum Weserburg auf dem Teerhof zu kümmern.
Hockemeyer war Vater von vier Kindern.
Bernd Hockemeyer starb 84-jährig am 9. Mai 2020. Am 13. Mai gedachte der Bremer Senat Hockemeyers mit einer Schweigeminute.

## Ehrungen
- Hockemeyer wurde 2003 Ehrenbürger der Freien Hansestadt Bremen.[3]